# Opukumes
Els opukumes són els membres d'un clan ijaw que viuen a l'estat de Bayelsa, al sud de Nigèria. El nom del clan prové d'Opu-Okun, un dels fills més grans d'Ujo.
La tribu opukuma es fundà abans del segle xiv. Entre el 700 i el 1100 d. de C. els opukumes habitaren l'antigua ciutat d'Ujo a Agadagba-Bou. Després del 1100 van emigrar i van fundar altres assentaments.

## Història
Opu-Okun, fill d'Ujo, va abandonar Agadagba-Bou i primer es va assentar a Ofonitoru i després va fundar Okowari. Aquest assentament va esdevenir una vil·la important i posteriorment va rebre altre immigrants ijaws. Aquests, juntament amb els opukimes van fundar els llinatges d'Akaranbiri, Gbaranbiri i Oyubo i van constituir el Tamu Opukuma. La ciutat d'Opukuma va patir un desastre natural que va provocar una despoblació important (es creu que van patir un raid per a capturar esclaus.